# Belega
Belega is een bestuurslaag in het regentschap Gianyar van de provincie Bali, Indonesië. Belega telt 5195 inwoners (volkstelling 2010).